# (9387) Tweedledee
(9387) Tweedledee est un astéroïde de la ceinture principale.

## Description
(9387) Tweedledee est un astéroïde de la ceinture principale. Il fut découvert par Hitoshi Shiozawa et Takeshi Urata le 2 février 1994 à Fujieda. Il présente une orbite caractérisée par un demi-grand axe de 1,93 UA, une excentricité de 0,0889 et une inclinaison de 21,66° par rapport à l'écliptique.
Il fut nommé en hommage au personnage de Tweedledee dans le roman De l'autre côté du miroir de Lewis Carroll.

## Compléments